# Reserva Biológica Municipal de Poço d’Anta
A Reserva Biológica Municipal de Poço D’Anta situa-se no município de Juiz de Fora, Minas Gerais.

## Geral
Possui 277 hectares e uma grande diversidade de animais e plantas. Seu ponto mais alto é encontrado no limite com Fazenda Floresta, culminando em 1050 mts. A grande variação de altitudes reflete na diversidade de espécies vegetais, formando um mosaico no interior da reserva. 